# Chrzanowice (gromada)
Chrzanowice – dawna gromada, czyli najmniejsza jednostka podziału terytorialnego Polskiej Rzeczypospolitej Ludowej w latach 1954–1972.
Gromady, z gromadzkimi radami narodowymi (GRN) jako organami władzy najniższego stopnia na wsi, funkcjonowały od reformy reorganizującej administrację wiejską przeprowadzonej jesienią 1954 do momentu ich zniesienia z dniem 1 stycznia 1973, tym samym wypierając organizację gminną w latach 1954–1972.
Gromadę Chrzanowice siedzibą GRN w Chrzanowicach utworzono – jako jedną z 8759 gromad na obszarze Polski – w powiecie radomszczańskim w woj. łódzkim, na mocy uchwały nr 36/54 WRN w Łodzi z dnia 4 października 1954. W skład jednostki weszły obszary dotychczasowych gromad Chrzanowice i Gertrudów ze zniesionej gminy Gosławice w powiecie radomszczańskim oraz wieś Chruścin i wieś Pirowy z dotychczasowej gromady Barczkowice ze zniesionej gminy Kamieńsk w powiecie piotrkowskim. Dla gromady ustalono 14 członków gromadzkiej rady narodowej.
1 lipca 1968 gromadę zniesiono, a jej obszar włączono do gromady Gomunice w tymże powiecie.